# Selenia nigrofasciata
Selenia nigrofasciata là một loài bướm đêm trong họ Geometridae.